# Hypodiscus argenteus
Hypodiscus argenteus är en gräsväxtart som först beskrevs av Carl Peter Thunberg, och fick sitt nu gällande namn av Maxwell Tylden Masters. Hypodiscus argenteus ingår i släktet Hypodiscus och familjen Restionaceae. Inga underarter finns listade i Catalogue of Life.